# Hemibarbus mylodon
Hemibarbus mylodon är en fiskart som först beskrevs av Berg, 1907.  Hemibarbus mylodon ingår i släktet Hemibarbus och familjen karpfiskar. Inga underarter finns listade i Catalogue of Life.